# Hasen-Ahlers
Hinnerk Ahlers (* 14. Oktober 1831 in Klattenhof, Gemeinde Dötlingen; † 26. Juni 1913 in Immer, Gemeinde Ganderkesee), bekannter als Hasen-Ahlers, war der berühmteste Wilddieb des Oldenburger Landes.

## Leben und Wirken
Hinnerk Ahlers soll in jungen Jahren nach einer unglücklichen Liebe das Elternhaus verlassen haben und als Aussteiger in den nahen Stüher Wald gezogen sein. Dort wohnte er in einem Schafkoben und ernährte sich von der Jagd. Der fast zwei Meter große Mann fuhr öfter mit einem Wagen nach Delmenhorst, um dort Feuerholz und seine Jagdbeute zu verkaufen. Für die Polizei war der Hüne ein Wilddieb, der als sicherer Schütze manchen Hasen erlegte. So kam es, dass er immer wieder verhaftet wurde und insgesamt 52-mal im Zuchthaus einsitzen musste.
Schon zu Lebzeiten war der Wilddieb eine Legende. Nachdem 1898 die Bahnstrecke Delmenhorst–Osnabrück fertiggestellt war, wurde der Bahnhof Immer, der Stüher Forst und damit auch Hasen-Ahlers zu einem lohnenden Ausflugsziel für viele Delmenhorster und Bremer. Jeder wollte den berühmten Wildschütz sehen und hören, wenn er sein „Hasen Ahlers Lied“ sang (und dafür häufig ein gutes Trinkgeld erhielt).

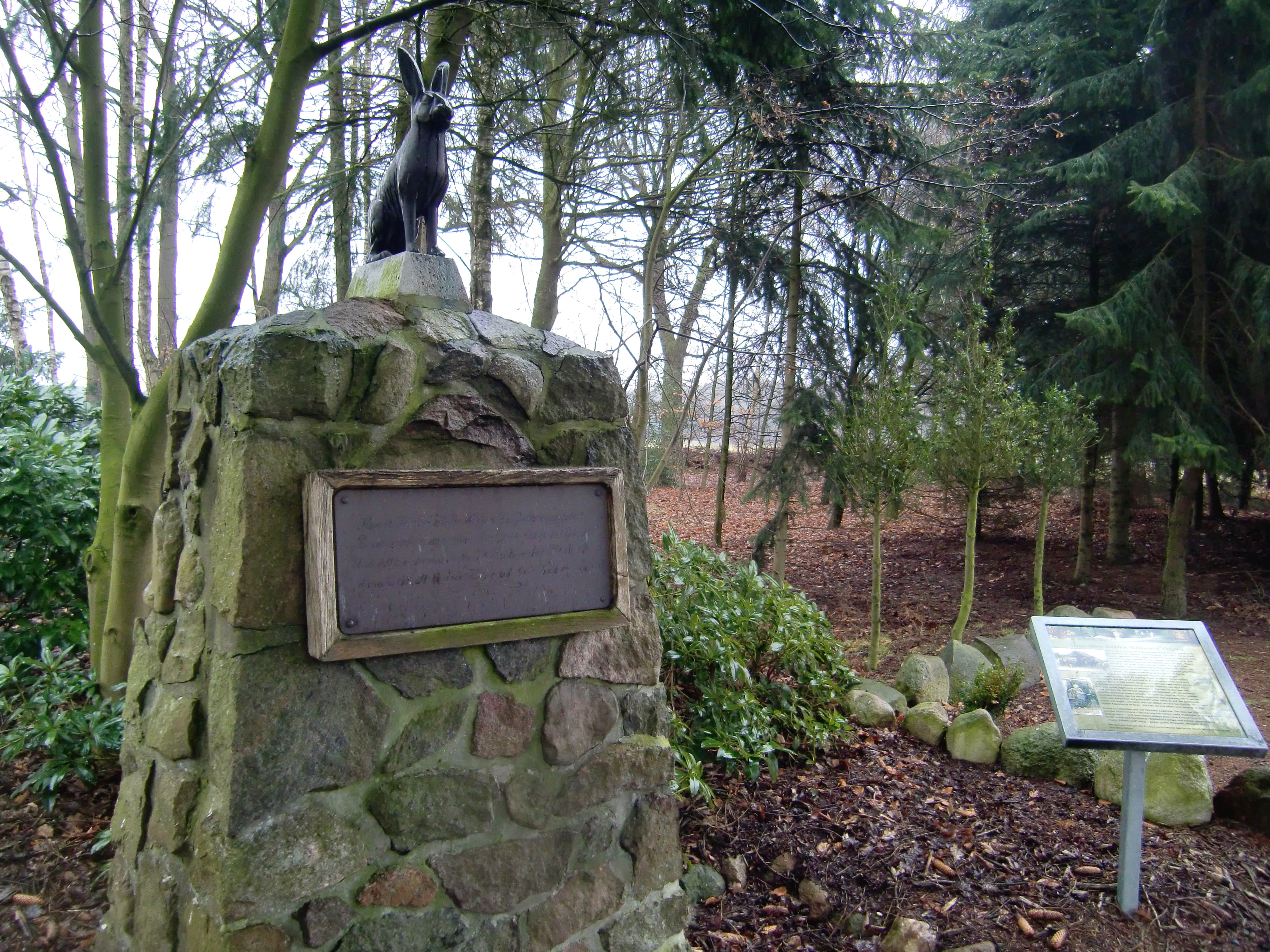
Hasen-Ahlers-Denkmal in Feldhake (2013)

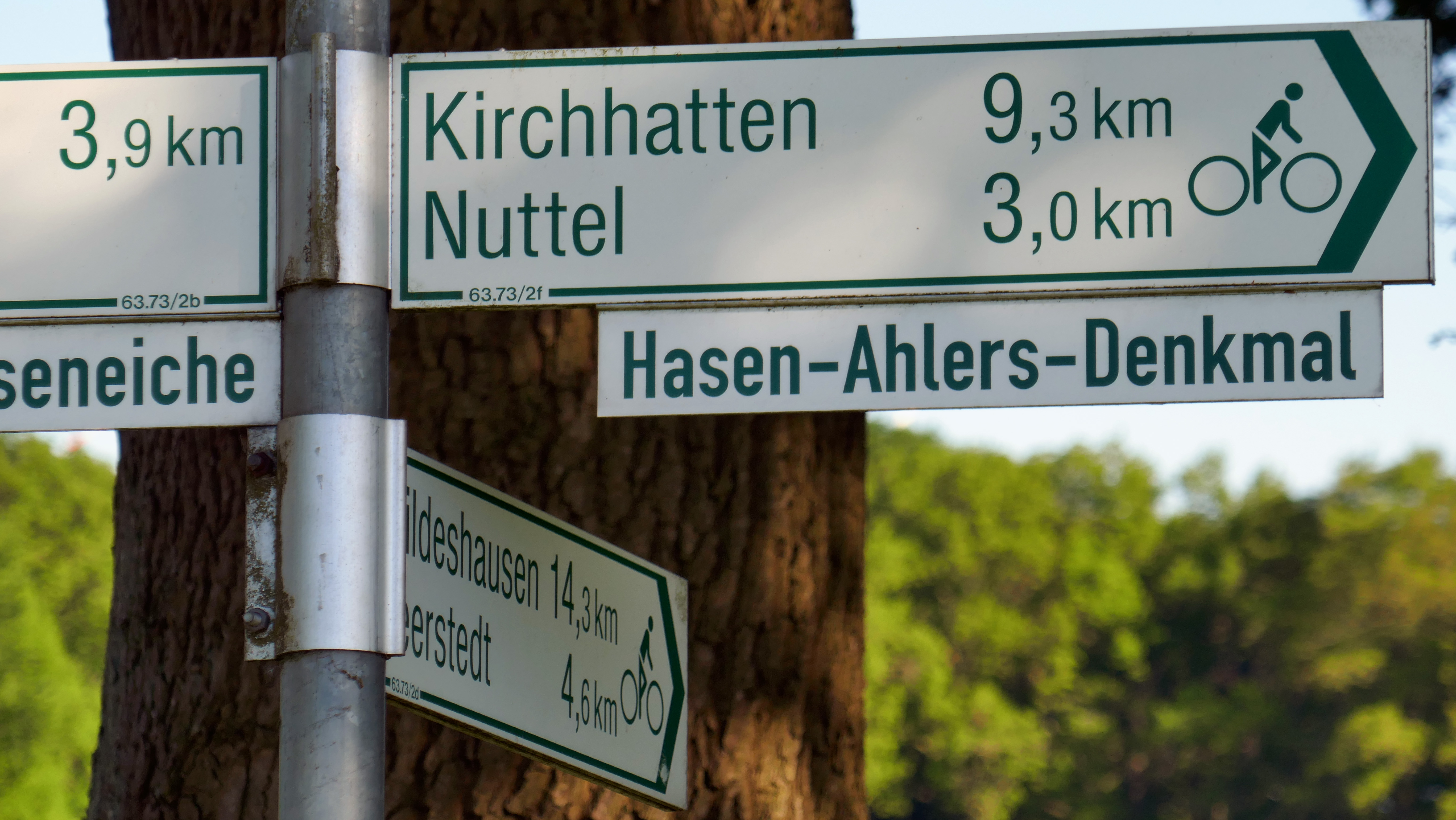
Wegweiser zum Denkmal

Um das Andenken an Hasen-Ahlers zu wahren, errichtete der frühere Besitzer des Waldschlösschens in Immer (heute Alten- und Pflegeheim Haus am Wald) ein Denkmal, das mit einem Bronze-Hasen bekrönt wurde. 1932 wurde das Denkmal nach Feldhake, nordwestlich von Klattenhof, verlegt und mit der Inschrift des ersten Verses des Hasen-Ahlers-Liedes geschmückt. Hier findet jährlich am Pfingstsonntag ein Frühkonzert statt. Der Hasen-Ahlers-Weg vom Stühe Richtung Denkmal erinnert ebenfalls an ihn.

## Hörspiel
Im Jahr 2022 produzierten Radio Bremen und der Norddeutsche Rundfunk ein Mundarthörspiel von Helga Bürster unter dem Titel De Kawentsmann - Niederdeutsches Hörspiel nach Motiven der Geschichte vom Hasen-Ahlers aus dem Stühe.
Die Erstsendung fand am 3. März 2023 beim Sender NDR Schlager statt. Die Abspieldauer beträgt 41'52 Minuten.
Unter der Regie von Wolfgang Seesko sprachen: Rolf Petersen (Hinnerk „Kawentsmann“ Ahlers), Birte Kretschmer (Katrine, seine Schwester), Holger Dexne (Jan, Katrines Mann), Bernd Grawert (Alonzo Tortini, Jahrmarktspatron), Katja Danowski (Mila, Artistin), Konstantin Graudus (Schröder, Gendarm), Till Huster (Kurt, Bauer im Dorf), Frank Jordan (Tourist) und Oskar Ketelhut (Wirt).